# Вилла Шёнинген
Вилла Шённинген (нем. die Villa Schöningen) — историческая резиденция в Потсдаме на перекрёстке Берлинер Штрассе и Шваналлее, западнее Глиникского моста, известного как «мост шпионов».
С 1977 года вилла включена в список исторического наследия Бранденбурга.

## История

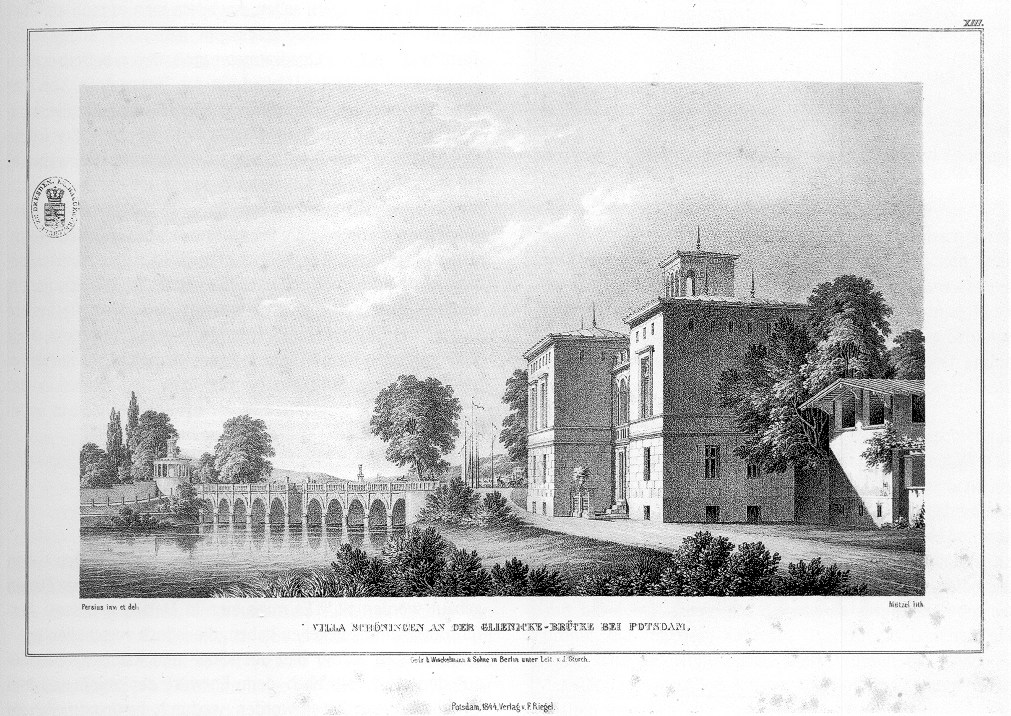
Вид на виллу и Глиникский мост

По заказу короля Фридриха Вильгельма IV прусский архитектор Людвиг Персиус спроектировал дом в итальянском стиле для генерала Курта фон Шёнинга (1789—1859). Название вилла получила в честь города Шёнинген герцогства Брауншвейг-Люнебург, откуда происходили предки генерала. По другую сторону моста стоит замок принца Карла Прусского, у которого фон Шёнинг служил камергером. После смерти владельца виллы в 1859 году её приобрёл принц Карл, а в 1871 году её купил Мориц Якоби для дочери Анны и её супруга Германа Валиха.
В 1945 году Красная армия развернула в здании полевой госпиталь. В 1950 году здесь на первом этаже обосновалось Объединение свободных немецких профсоюзов, а на втором был интернат, просуществовавший до 1994 года. После возведения берлинской стены в 1961 году здесь в 15 метрах от входной двери поставили бетонную стену перед границей, проходящей по Глиникскому мосту.

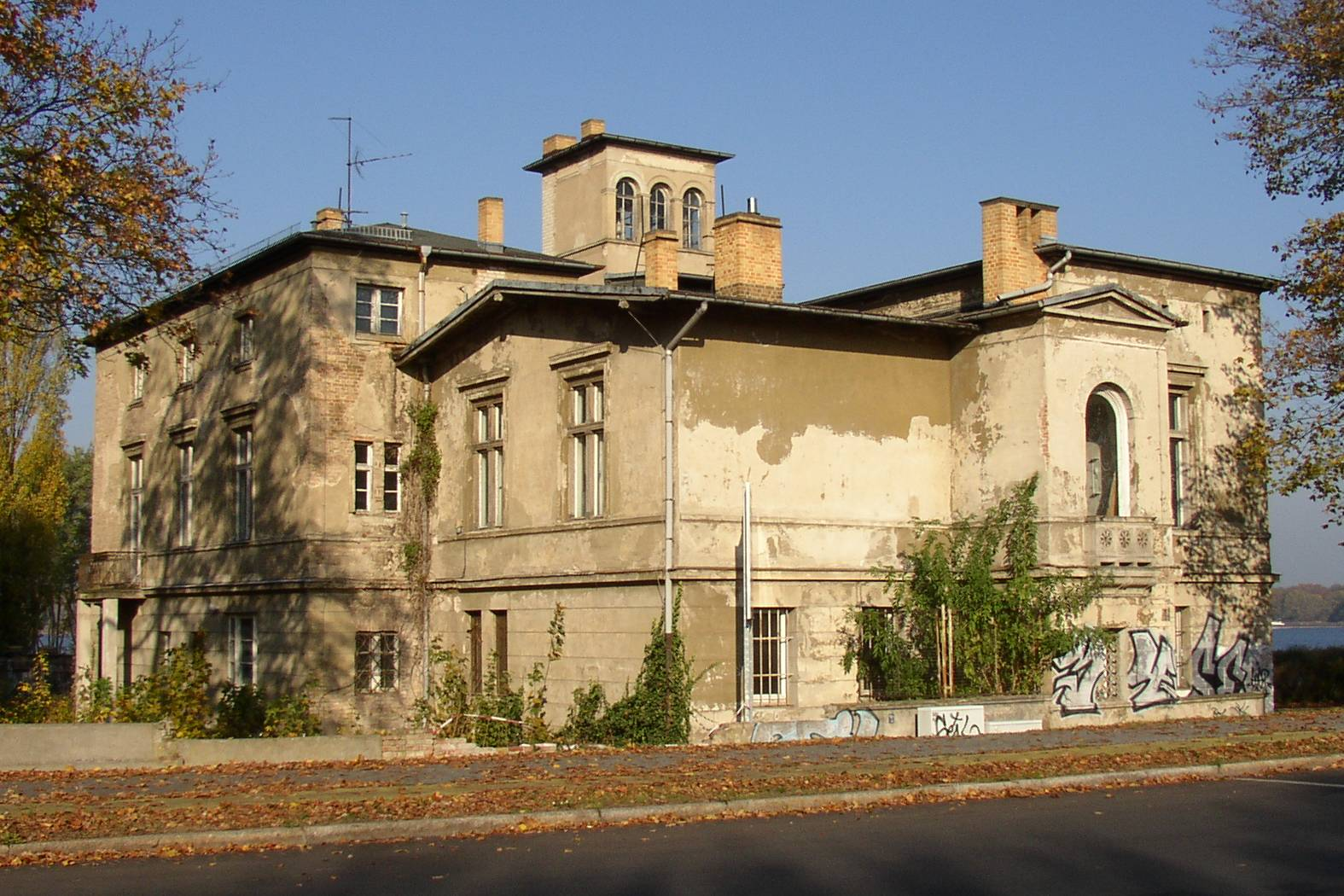
Вилла до восстановительных работ

С 1983 года наследники семьи Валиха предприняли попытки вернуть виллу, и в 1997 году продали её архитектору Дитеру Граальфсу. После долгих споров между управляющими структурами и подрядчиками виллу в связи с немаловажной исторической значимостью решено превратить в музей.

## Музей
8 ноября 2009 году в честь 20-й годовщины падения берлинской стены здесь открылся музей холодной войны. На торжественном открытии музея присутствовали канцлер Ангела Меркель, бывший госсекретарь США Генри Киссенджер, экс-президент СССР Михаил Горбачёв, бывший министр иностранных дел ФРГ Ганс-Дитрих Геншер. Музей представляет выставку скульптур, рассказывает историю виллы и Глиникского моста, где в середине XX века проходил обмен арестованными шпионами между советскими и американскими спецслужбами.